# Amaler
Amaler var en ostrogotisk fursteätt som innehade kungavärdighet bland ostrogoterna. I poetiska sammanhang (framförallt forntyska sånger) kallas ibland ättens medlemmar amelungar, det vill säga 'ättlingar till (kung) Amala', en mytisk förfader. Även namnet Amlungaland kommer av amalerna, ett sagonamn för Italien efter amalernas mest namnkunnige medlem, Theoderik den store.
Ätten, som har synliga rötter till början av 400-talet, dog ut med Theodahad år 536.